# 小行星18024
小行星18024（18024 Dobson）是一颗绕太阳运转的小行星，为主小行星带小行星。该小行星于1999年5月发现，以發明杜布森望遠鏡的天文學家约翰·道布森命名。

## 轨道参数
小行星18024的轨道半长轴为3.1811036 UA，离心率为0.074。